# Commissario di bordo

Grado su tubolare per
2º commissario di bordo
della Marina mercantile italiana

Il commissario di bordo (in inglese: purser), è un membro dell'equipaggio di una nave che nella scala gerarchica ricopre il ruolo di ufficiale.
Su ogni unità navale ove è presente, sia essa indirizzata al servizio di linea passeggeri o a quello crocieristico o, anche se assai più raramente, a quello da carico, il commissario di bordo, subordinato all'autorità del comandante della nave, è l'ufficiale responsabile di tutto il settore logistico, di quello alberghiero, nonché del coordinamento e dell'organizzazione di tutto il personale d'albergo (personale di camera, di cucina).

## Organizzazione gerarchica
L'organizzazione della nave prevede una gerarchia nell'attività alberghiera, la quale comprende (in ordine gerarchico dal più alto al più basso):
- capo commissario
- primo commissario
- secondo commissario
- terzo commissario
- Allievo commissario

I commissari conoscono le tecniche di gestione alberghiera, di comunicazione e di assistenza ai clienti, parlano lingue straniere ed hanno nozioni sulle procedure di sicurezza.
In Italia l'accesso all'esercizio della professione è subordinato all'iscrizione tra le matricole della gente di mare di seconda categoria e ad un'autorizzazione all'imbarco, rilasciata dall'autorità marittima del compartimento di iscrizione del marittimo aspirante a tale attività lavorativa. Il tutto è subordinato al possesso di un qualsiasi diploma di maturità o di una laurea.
Sulle navi battenti bandiera italiana le qualifiche di cui sopra, pur restando tali a norma di legge (vedi codice della navigazione, ruolo di equipaggio e libretto di navigazione), per fatti derivanti dalla praticità operativa vengono di frequente modificate ed indicate in lingua inglese relativamente all'incarico espletato.

## Capo Commissario di Bordo

Grado su tubolare per
capo commissario di bordo
della Marina mercantile italiana

La  figura  del Capo Commissario di Bordo, dove viene chiamato anche Chief Purser, Hotel Director o Hotel Manager., esiste solo sulle navi passeggeri con stazza lorda superiore a 20.000 GT, dove saranno presenti anche le figure del:
- Comandante in 2ª;
- Direttore Sanitario;
- 2º Direttore di Macchina.

Il Capo Commissario di Bordo è a guida della più grande sezione a bordo di una nave passeggeri, cioè quella alberghiera, che conta circa il 75% dell'equipaggio.
Il Capo Commissario di Bordo è l'ufficiale superiore responsabile di tutto il settore logistico, di quello alberghiero, nonché del coordinamento e dell'organizzazione di tutto il personale d'albergo (personale di camera, di cucina e bar), dei servizi di ristorazione, delle cabine dove alloggiano passeggeri o componenti dell'equipaggio, dell'intrattenimento a bordo, dell'amministrazione, della accoglienza dei passeggeri e di tutta la gestione finanziaria.
Sulle navi traghetto, di qualunque grandezza esse siano, non essendo previste le figure del Comandante in 2ª, del 2º Direttore di Macchina e del Direttore Sanitario, il massimo grado nella sezione camera, ovvero "Hotel Department", è uella di Primo Commissario. Figura quest'ultima a norma dei contenuti del CdN gerarchicamente retroposta al Primo Ufficiale di Coperta ed al Primo Ufficiale di Macchina.